# Eulógio e Augúrio
Eulógio de Tarragona e Augúrio de Tarragona foram dois religiosos cristãos hispânico-romanos. São venerados como santos pela Igreja Católica e por muitas outras denominações cristãs. 

## Martírio
Exercendo o cargo de diácono, foram martirizados juntamente com seu guia espiritual, o bispo São Frutuoso, queimados vivos no anfiteatro de Tarraco, durante a perseguição aos cristãos dos imperadores romanos Valeriano e Galério. 